# Мрочко Роман Миколайович
Мрочко Роман Миколайович (нар. 8 квітня 1989, м. Ленінськ (Байконур) Кзил-Ординської області Казахська РСР)—український юрист, військовий прокурор, полковник. З 2 березня 2023 по 17 квітня 2025 року — начальник Херсонської міської військової адміністрації.

## Сім'я
Оружений на Мрочко Інні Валеріївні 27.09.1990 р.н. — приватний підприємець, адвокат. Має сина Миколу.
Батько: Мрочко Микола Миколайович 07.04.1956 р.н. — генерал-майор Збройних сил України у відставці (начальник Центрального автомобільного управління ЗСУ).
Мати: Мрочко (Воскобійник) Любов Яківна 03.10.1958 р.н.— пенсіонерка.

## Життєпис
Роман Мрочко — український юрист і військовий прокурор. Народився 8 квітня 1989 року, м. Ленінськ (Байконур) Кзил-Ординської області Казахської РСР.
З 1996 року по 2003 рік навчався у загальноосвітній середній школі № 5 міста Вінниці.
З 2003 року по 2006 рік навчався у Львівському ліцею з посиленою військово-фізичною підготовкою ім. Героїв Крут.
В 2011 році закінчив Харківську національну юридичну академію України ім. Ярослава Мудрого за спеціальністю «Правознавство» з відзнакою.
2017 року завершив навчання в Тернопільському національному економічному університеті за спеціальністю «Облік і оподаткування».
2018 року в Дніпровському університеті внутрішніх справ захистив дисертацію на тему «Сучасні методи здійснення сутенерства організованими групами», здобувши ступінь кандидата юридичних наук.

## Кар'єра
08.2011 — 06.2014 слідчий, прокурор, старший прокурор Львівської прокуратури з нагляду за додержанням законів у воєнній сфері Західного регіону України;
06.2014 — 09.2014 старший прокурор прокуратури з нагляду за додержанням законів у воєнній сфері Західного регіону України;
09.2014 — 12.2014 заступник військового прокурора Чернігівського гарнізону Центрального регіону України;
12.2014 — 06.2015 заступник військового прокурора Вінницького гарнізону Центрального регіону України;
06.2015 — 08.2015 т.в.о. прокурора відділу процесуального керівництва у кримінальних провадженнях слідчого відділу управління нагляду за додержанням законів об'єднаними силами антитерористичної операції Головної військової прокуратури Генеральної прокуратури України;
08.2015 — 09.2015 т.в.о. прокурора відділу процесуального керівництва у кримінальних провадженнях слідчого відділу військової прокуратури сил антитерористичної операції;
09.2015 — 05.2017 військовий прокурор Луганського гарнізону сил антитерористичної операції;
05.2017 — 07.2017 військовий прокурор Київського гарнізону Центрального регіону України;
07.2017 — по теперішній час заступник військового прокурора Південного регіону України;
02.2022 — по теперішній час військова служба у Збройних Силах України (призваний за власним бажанням при мобілізації);
2 березня 2023 року Розпорядження Президента України № 30/2023-рп призначено начальником Херсонської міської військової адміністрації Херсонського району Херсонської області.
17 квітня 2025 року Розпорядженням Президента України № 44/2025-рп звільнено з посади начальника Херсонської міської військової адміністрації Херсонського району Херсонської області.

## Участь у російсько-українській війні
У 2014—2017 роках брав безпосередню участь в антитерористичній операції при виконанні службових обов'язків на посаді прокурора на території Донецької та Луганської областей. Отримав статус учасника бойових дій.

## Громадська та професійна діяльність
2016 року Роман Мрочко брав участь в операції при звільнені людини із заручників. Злочинець здійснював декілька разів постріли через двері житла та постійно проводив погрози вбиття заручниці. Після трьох годин перемовин Роман пішов на обмін, запропонувавши себе замість заручниці, тим самим врятував їй життя. Зловмисник після проведених Романом перемовин здався поліції та за результатами судового розгляду був засуджений до 6 років позбавлення волі.
Мрочко Роман був прокурором у справі, за якою так звану ДНР та ЛНР визнали перший раз терористичною організацією.
На тимчасово окупованій території так званою «ДНР» Роман Мрочко заочно засуджений до 6 років позбавлення волі.
Мрочко Роман перебуваючи на посаді заступника військового прокурора Південного регіону України повідомив про підозру 6 генералам фсб та зс рф. За його дії в подальшому слідчий комітет рф відкрила кримінальну справу проти нього.
В 2023 році Роман Мрочко оперативно та ефективно керував проведенням робіт з ліквідації наслідків надзвичайної ситуації, яка виникла після підриву греблі на Каховській ГЕС та призвела, зокрема, до затоплення частини Херсонської міської територіальної громади.

## Нагороди
- У 2016 році нагороджений відзнакою Президента України «За участь в антитерористичній операції».
- 2016 року за порятунок життя заручника нагороджений Президентом України відзнакою «Іменна вогнепальна зброя».[7]
- 2016 року за забезпечення законності та правопорядку, прав і свобод громадян, значний внесок у боротьбу з корупцією нагороджений Луганською обласною державною адміністрацією почесною відзнакою «За розвиток регіону».
- Почесний громадянин міста «Сєвєродонецьк».[8]
- 2018 року за розкриття двох організованих злочинних угрупувань у містах Нікополь та Павлоград Дніпропетровської області нагороджений відомчою заохочувальною відзнакою Міністерства внутрішніх справ України «Вогнепальна зброя».
- Двічі нагороджений відзнакою Генерального прокурора України.
- 2023 році Нагороджений Подякою Верховної Ради України за час проходження служби в ЗСУ.
- 2024 року нагороджений відзнакою Міністерства оброни України «Вогнепальна зброя»

## Скандали

### Не задекларований позашляховик
18 червня 2020 року стало відомо, що у заступника військового прокурора Південного регіону Романа Мрочка викрали дорогий позашляховик Toyota Land Cruiser 2015 року, який він не задекларував. Машина була зареєстрована на його співмешканку. Сума збитків оцінюється в 1,6 мільйона гривень. У декларації за 2019 рік Мрочко не вказав цей автомобіль, як і у попередніх деклараціях. Також він не задекларував свою співмешканку, вказавши лише сина.

### Петиція на сайті президента України
Петиція про звільнення Олександра Прокудіна з посади Голови Херсонської ОВА та Романа Мрочка з посади начальника МВА була опублікована 15 травня 2023 року. Петиція набрала 25161 голос з 25000 тисяч необхідних. Авторка петиції, Юлія Грищенкова, звинуватила посадовців у «некомпетентності та бездіяльності». Президент Володимир Зеленський відповів на петицію, пояснивши, що призначення і звільнення голів військових адміністрацій здійснюються згідно з законом, і петицію направлено до Кабміну для розгляду.